# 366

## Decese
- 27 mai: Procopius, uzurpator împotriva împăratului Valens (n. 326)
- 24 septembrie: Papa Liberiu (n. 352)